# Jabalpur
Jabalpur (Hindi: जबलपुर, Urdu:جَبَل پُور ) là một thành phố ở bang Madhya Pradesh ở Ấn Độ. Thành phố tọa lạc tại vùng Mahakoshal ở trung tâm địa lý của Ấn Độ.
Jabalpur là trung tâm hành chính của quận Jabalpur và Jabalpur division. Thành phố được xem là một Sanskardhani, có nghĩa là một "điểm trung tâm văn hóa".
Khu vực xung quanh thành phố có những hẻm núi ở các khu núi đá với một loạt hồ có cây xanh xung quanh và những vách đá ngoạn mục đã gia tăng vẻ đẹp cho khu ngoại thành. Tuy nhiên, nhiều hồ đã bị xâm lấn cho mục đích đánh các hoặc các công trình xây dựng.
Bản thân thành phố có lịch sử từ thế kỷ 19 và thành phố này được bố trí trong những đường phố vuông vức và rộng rãi. Thành phố có một loạt các núi đá cẩm thạch gọi
Là Bhedaghat xung quanh sông Narmada thiêng liêng. Nhiều du khách đến thăm Jabalpur do chính sự hấp dẫn này. Jabalpur là một nơi giao lộ quan trọng của Đường sắt Ấn Độ.
Jabalpur coómột Trung tâm và Doanh trại Quân sự và Quốc phòng lớn của khu vực MPBO, trung tâm của Khu vực Tuyến đường sắt Trung tâm phía Tây, Ban Điện bang Madhya Pradesh, và Các tòa án Tối cao bang Madhya Pradesh. Thành phố cũng là nơi có những nhà lãnh tụ tinh thần như Maharishi Mahesh Yogi của thiền tiên nghiệm (Transcendental Meditation) và Bhagwaan Rajneesh (Osho) và Vivek Ji.